# Micromus costulatus
Micromus costulatus là một loài côn trùng trong họ Hemerobiidae thuộc bộ Neuroptera. Loài này được Motschulsky miêu tả năm 1863.